# عداد كهرباء

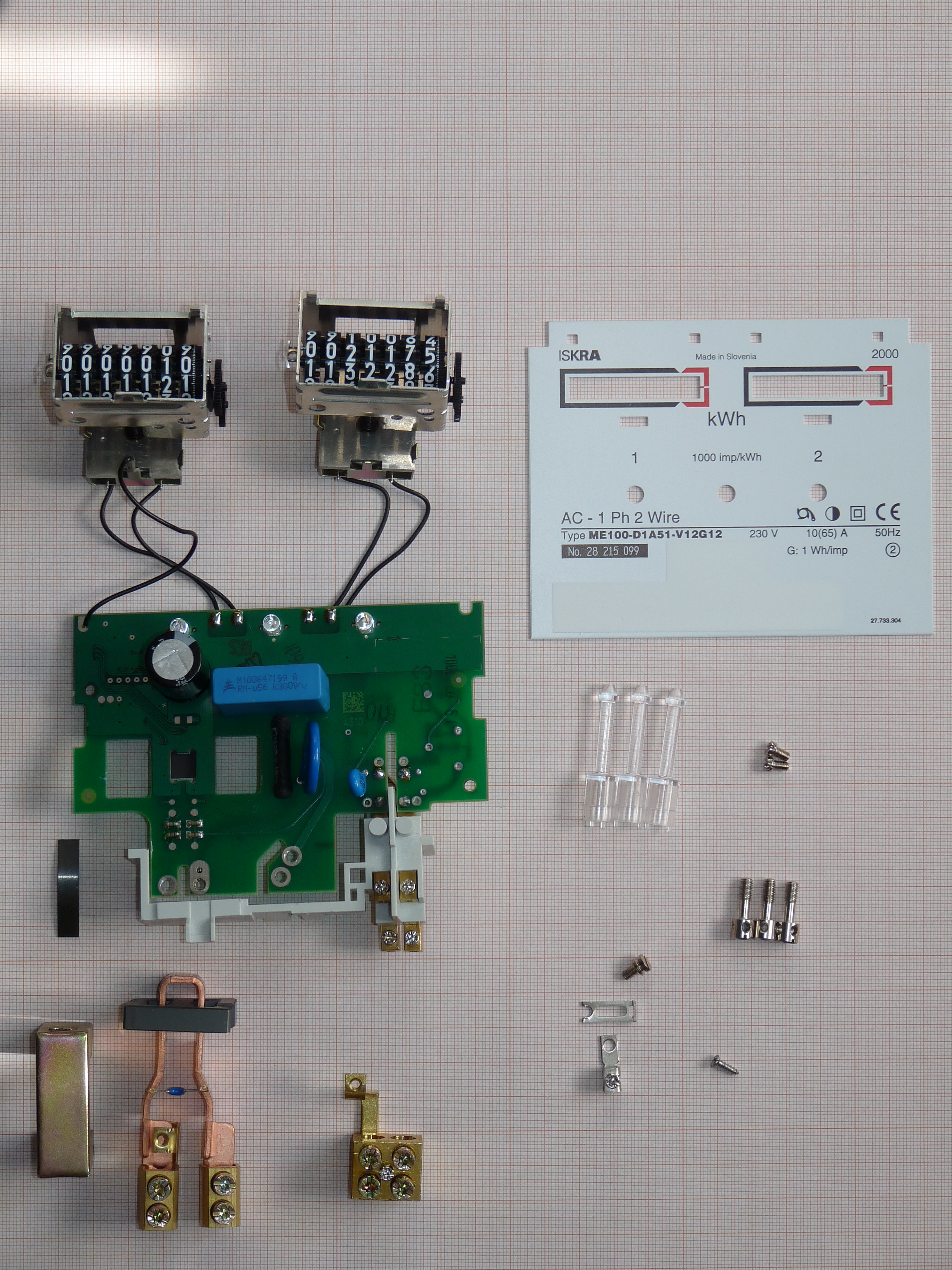

عداد الكهرباء (بالإنجليزية: Electricity meter)‏ مهمته حساب استهلاك المنزل من القدرة الكهربائية المستهلكة.

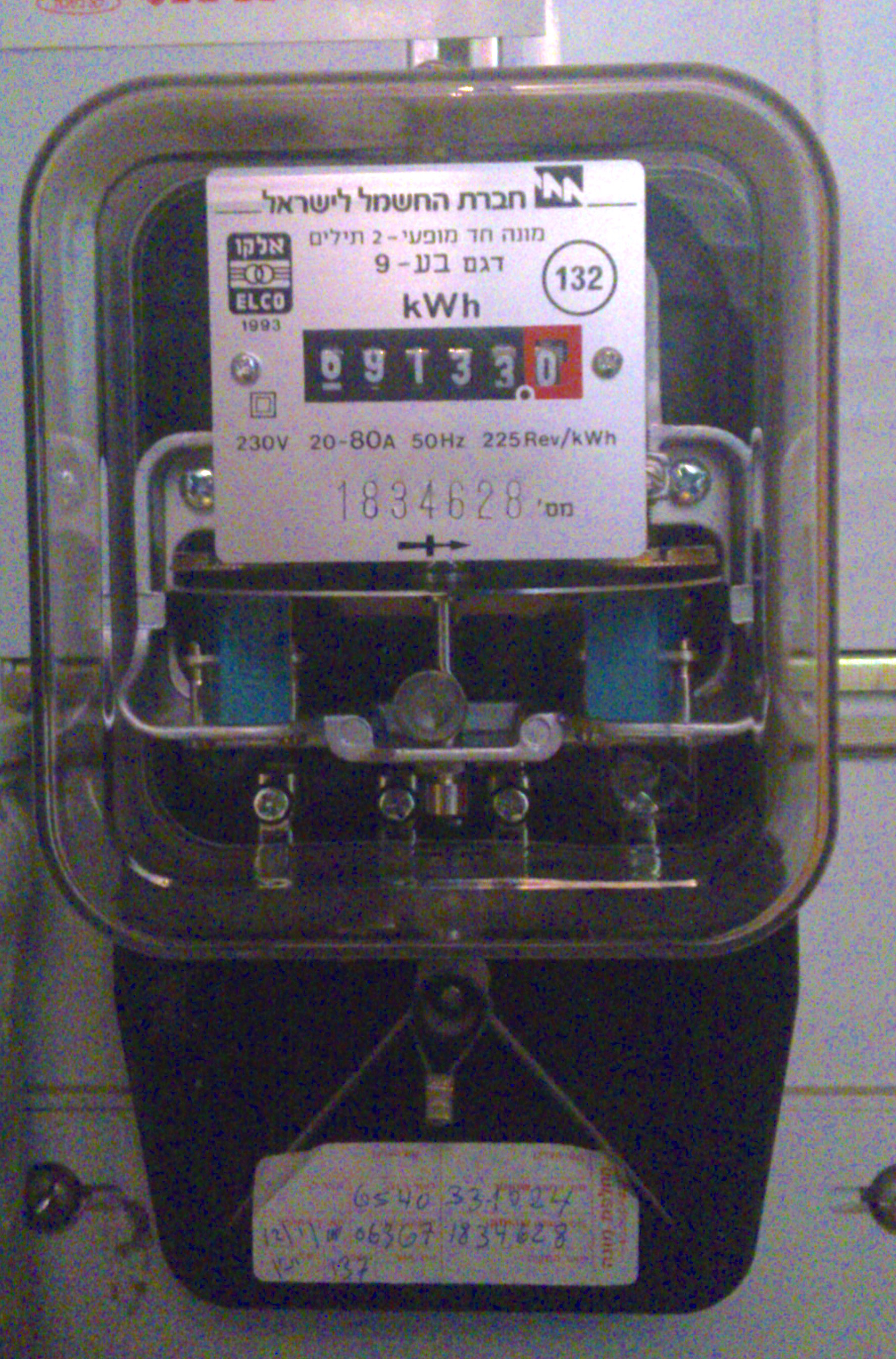
عداد كهرباء بغلاف بلاستيكي شفاف.

يتالف العداد تقليديا من قرص دائري مصنوع من الألمنيوم ويتحرك بشكل دائري لكي يحرك معه عدة مسننات تقوم بتحريك الأرقام التي تبين لنا المصروف ويتكون من ملف تيار الذي يوصل على التسلسل وملف الجهد الكهربي الذي يوصل علي التفرع ومجموعة أرقام تظهر قيمة الاستهلاك ولوحة توصل الأسلاك الكهربائية تكون في نهاية العداد ويوصل بها السلك الداخل والخارج وتقاس القدرة الكهربائية بوحدة القياس تسمى ( بوحدة جول) وهي القدرة التي يستهلكها جهاز كهربائي استطاعة واحد واط في ثانية واحدة (وحدة الواط الساعي تساوي نحو 3600 جول) التي يستهلكها الجهاز الكهربائي واحد واط في الساعة والكيلو واط ساعي يساوي ( 1000watt) ساعي وهي الوحدة العملية التي يسجلها العداد والاستهلاك.

## الأنواع
تصنف عدادات الكهرباء وفقًا لعدة عوامل مثل:
- طريقة عرض البيانات: الميكانيكي / الرقمي.
- نوع نقطة القياس مثل الشبكة / مركز الأحمال/ باستخدام محولات تيار وجهد / مباشرة بدون استخدام محولات تيار وجهد.
- نوعية النشاط مثل عداد صغار مشتركين / عداد كبار مشتركين.
- نوعية التقنية المستخدمة مثل ثلاثي الأطوار / أحادى الطور، عداد احادي الطور و يستعمل في المنازل. النوع الثاني: عداد ثلاثي الطور و يستعمل في المنشأت الصناعية.

## العدادات التحريضية الاحادية الطور
أهمية العداد :
العدادات الكهربائية وسيلة قياس ومعايرة قانونية فهي تحدد العلاقة بين مؤسسات الكهرباء وبين المستهلك وتتخذ العدادات أنواعاً مختلفة وأكثر العدادات شيوعاً هي العدادات التحريضية المستخدمة في دارات التيار المتناوب وتليها العدادات الكهروديناميكية ثم العدادات المستخدمة في دارات التيار المتناوب .

## الأجزاء الرئيسية للعداد
1. قرص الألمنيوم
2. المغناطيس الدائم
3. قلب ملف التوتر
4. قلب ملف التيار
5. عتلة ضبط الدوران
6. عيار عدد الدورات
7. عيار الأحمال الصغيرة
8. عيار الحمل المحدد

## البنية الداخلية للعداد
يتكون العداد من الأجزاء الرئيسية التالية :
1. مجموعة عزم الدوران.
2. العضو الدوار.
3. كراسي التحميل.
4. المسجل.
5. وسائط الضبط.

### مجموعة عزم الدوران
وهي المجموعة التي تسبب عزم الدوران في العداد، وتتكون من جزأين هما:
1. مجموعة فرق التوتر: تتكون من ملف وقلب حديدي ويتكون الملف من عدد كبير من الملفات من سلك معزول بالورنيش ويكون التيار المار فيه متأخراً بمقدار (90) عن الجهد المطبق وهي نقطة هامة في الأجهزة التحريضية وذلك حتى نحصل على أعلى قيمة لعزم الدوران، أما القلب الحديدي فيتكون من عدة شرائح من الحديد السيليكوني على هيئة حرف (E). يوضع الملف حول الساق الوسطى للقلب الحديدي وعندما يطبق فرق التوتر (U) على الملف يتولد بالساق الوسطى مجال مغناطيسي فعال متناسب مع فرق التوتر ويمر هذا المجال مخترقاً القرص، فيولد فيه تيارات تحريضية تتناسب مع المجال، أما الساقان الجانبيان فيمر بها مجال غيرفعال يفيد في عمليات ضبط العداد.
2. مجموعة التيار: تتكون من قلب حديدي على هيئة حرف (U) مصنوع من شرائح الحديد السيليكوني وتوضع حول ساقي القلب الحديدي ملفات التيار المكونة من عدد قليل من اللفات المصنوعة من سلك معزول مساحة مقطعة كبيرة نسبياً, وعندما يمر تيار الحمل بالملف يتولد بالقلب الحديدي مجال مغناطيسي متناوب يتناسب مع تيار الحمل. ويخترق هذا المجال القرص الدوار فيولد به تيارات تحريضية تتناسب مع المجال.

### العضو الدوار
يتكون العضو الدوار من قرص من الألمنيوم مثبت بعمود الدوران المصنوع من معدن خفيف ويدور القرص داخل الثغرة الهوائية الموجودة بين مجموعتي فرق التوتر والتيار.
إذً تتولد فيه تيارات إعصارية تؤدي إلى إنتاج عزم الدوران, كما يدور داخل الثغرة الهوائية للمغناطيس الدائم المثبت بالجانب الآخر فيتولد بالقرص عند قطعه لمجال المغناطيس الدائم تيارات إعصارية أخرى تؤدي إلى إنتاج عزم التحكم.
ويبين الشكل التالي وضع عمود الدوران بالنسبة لمجموعتي فرق التوتر والتيار والمغناطيس الدائم، ويوجد بأعلى عمود الدوران مسنن حلزوني مرتبط بأول مسنن من مسننات المسجل لحساب عدد الدورات وبيان كمية القدرة المستهلكة.

### كراسي التحميل
يدور عمود الدوران بين كراسي تحميل جيدة الصنع لتقليل الاحتكاك الناتج من الدوران إلى أقل حد ممكن ويتكون الكرسي العلوي من ابرة من الفولاذ المصقول مثبتة بإطار العداد تمر داخل غطاء مثقوب مصنوع من الفيبر ومثبت بأعلى عمود الدوران، أما الكرسي السفلي فيتكون من كرة من الفولاذ المصقول مثبتة بأسفل عمود الدوران وتدور داخل تجويف قطعة من الماس المصقول والمثبتة بإطار العداد.

### المسجل
جهاز يقوم بحساب عدد الدورات العضو الدوار وتحويلها عن طريق مجموعة من المسننات إلى مناظرة بالكيلوات ساعة أو مضاعفاتها أو كسورها ويقوم المسجل بتجميع قيم الطاقة المستهلكة بصفة مستمرة مع بيانها بواسطة بكرة مرقمة إذ يحتوي المسجل على خمس أو ست أسطوانات 
مرقمة ويجب أن يكون دوران الأسطوانة التي تحمل أصغر تدريجة مستمرة وتطلى الأسطوانات باللون الأسود وتحفر عليها الأرقام من (0 - 9) باللون الأبيض وعندما تدور الأسطوانة الأولى دورة كاملة فإنها تؤدي إلى دوران الأسطوانة التالية (1/10) من الدورة وهكذا.

### وسائل ضبط العداد
وتوجد في العدادات الكهرباثية ثلاثة وسائل لضبط العداد وهي:
1. لمغناطيس الدائم (وسيلة ضبط عزم التحكم): وتفيد عملية الضبط في التأكد من أن عدد دورات العضو الدوار التي تمت عند قياس حمل معين في زمن محدد قد أدت إلى أن يبين المسجل القراءة الحقيقية لكمية الطاقة المقاسة والناتجة من حاصل ضرب الحمل بالزمن ويتم عملية التحكم في ضبط سرعة العضو الدوار بضبط العزم الفرملي وذلك بإزاحة المغناطيس بزوايا بالنسبة للقرص.
2. وسيلة ضبط الحمل التحريضي: يجب أن تكون زاوية المجال المغناطيسي الفعال لمجموعة التيار(90) حتى نحصل على أكبر عزم للدوران ولتحقيق هذا الشرط تزود العدادات التحريضية بوسيلة لضبط الزاوية بين مجال فرق التوتر ومجال التيار وهناك أنواع مختلفة وفيما يلي إحدى هذه الطرائق: توضع قطعتين من النحاس الأحمر في مسار المجال المغناطيسي غير الفعال لمجموعة فرق وتحريك القطعتين بزواية داخل الثغرة الهوائية الموجودة في مسار المجالين يؤدي ذلك إلى تغيير اتجاه المجال المغناطيسي الفعال لمجموعة فرق التوتر بزاوية تعتمد على مقدار المسافة التي تقطعها القطع النحاسية داخل الثغرة الهوائية وذلك نتيجة لتولد تيارات إعصارية تعمل على إزاحة المجال الكلي.
3. وسيلة ضبط الحمل المنخفض: يؤدي وجود عزم الاحتكاك الكبير في الكرسي السفلي والمسجل إلى وجود أخطاء في قراءة العداد ويظهر أثر هذه الأخطاء في الأحمال الضعيفة بين 0.5%إلى 5% من الحمل الاسمي. وبالإضافة إلى خطأ الاحتكاك يوجد خطأ آخر مساوي لخطأ الاحتكاك يؤثر في الأحمال المنخفضة والمتوسطة وهو الخطأ الناشئ عن ضعف النفاذية المغناطيسية للحديد السيليكوني الذي يتكون منه القلب الحديدي لملف التيار لأن المجال المغناطيسي الناشئ عن القلب الحديدي لمجموعة التيار في الأحمال الضعيفة لا يتناسب بشكل خطي مع شدة التيار المار بالملف إذ يقل في الأحمال الضعيفة ويزداد في الأحمال العالية فإذا وضعت حول إحدى الساقين الجانبيتين للقلب الحديدي لملف التوتر حلقة نحاسية قابلة للحركة فإنك تحصل على مجالين غير متماثلين ويصبح المجال الذي تدخل فيه القطعة النحاسية متأخراً عن المجال في الساق الأخرى بزاوية وعلى ذلك ينتج عزم دوران إضافي ثابت يفيد في ضبط العداد في الأحمال الضعيفة.[3]